# Bamyan (stad)
Bamyan, Bamjan of Bamian (Perzisch: بامیان) is een plaats in en de hoofdstad van de provincie Bamyan in centraal Afghanistan, in een streek die voornamelijk bewoond wordt door de Hazara.
Bamyan was voor de revolutie van 1978 en de langdurige onrust die er op volgde een belangrijke bezienswaardigheid omdat er in een rotswand een aantal grote Boeddhabeelden uitgehakt waren.
In de 6/7de eeuw werd het grootste beeld, zo'n 53 meter hoog, uitgehakt. Met het kleinere van 35 m hoog was men voordien al begonnen. De grote beelden overleefden de komst van de islam en zelfs de Mongolen, hoewel het gezicht van Boeddha er wel werd afgekapt. In de eerste week van maart 2001 vernietigden de Taliban-leiders, ondanks zware druk van de UNESCO, de beelden met dynamiet als "heidens en overbodig". Een element van wraak op de Hazara, waar de Taliban weinig grip op konden krijgen, was daar niet vreemd aan.
Hiermee ging een belangrijk Afghaans historisch erfdeel verloren.

## Foto's

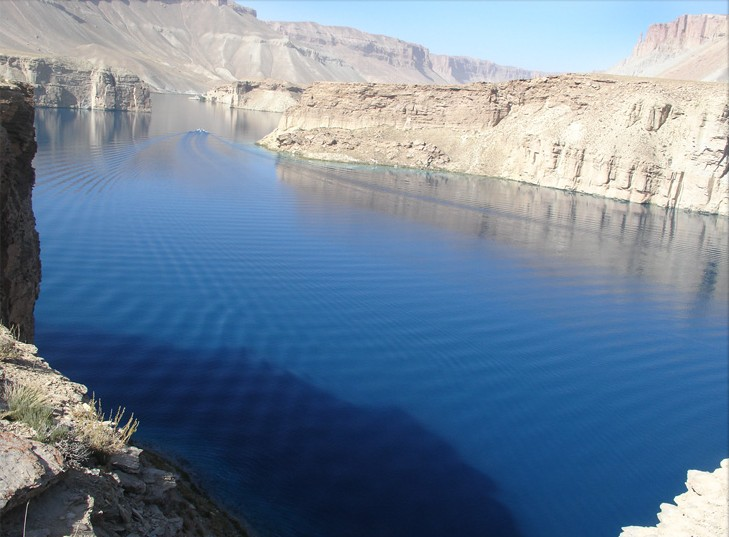
Het meer van Nationaal park Band-e Amir in Bamyan
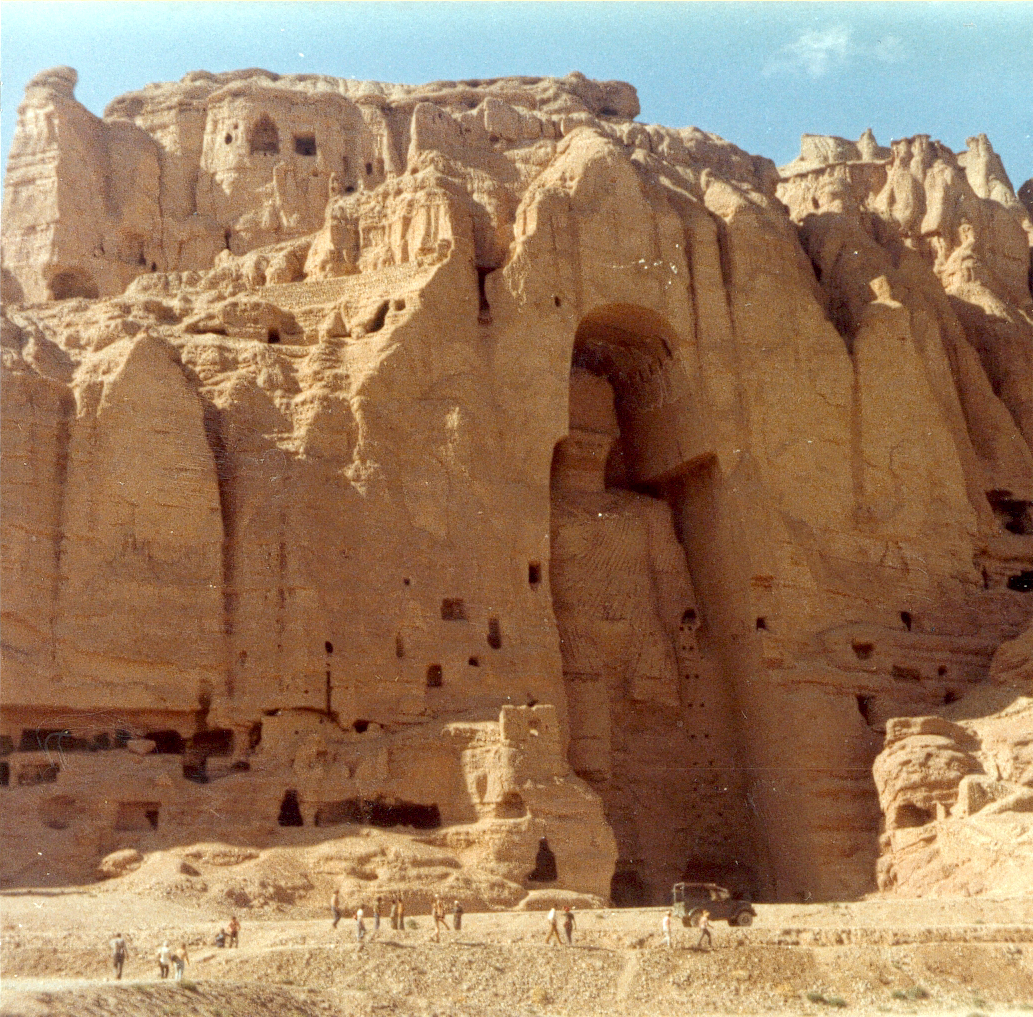
De grote Boeddha van Bamyan